# Kaonik
Kaonik är en ort i Bosnien och Hercegovina.   Den ligger i entiteten Federationen Bosnien och Hercegovina, i den centrala delen av landet, 50 km nordväst om huvudstaden Sarajevo. Kaonik ligger 402 meter över havet och antalet invånare är 394.
Terrängen runt Kaonik är huvudsakligen kuperad, men åt sydväst är den bergig.Runt Kaonik är det ganska tätbefolkat, med 93 invånare per kvadratkilometer.. Närmaste större samhälle är Zenica, 8,3 km norr om Kaonik. 
Omgivningarna runt Kaonik är en mosaik av jordbruksmark och naturlig växtlighet.